# Parafia św. Jana Ewangelisty w Koźminku
Parafia Świętego Jana Ewangelisty w Koźminku – parafia rzymskokatolicka należąca do dekanatu Koźminek diecezji kaliskiej. Została utworzona w 1350. Mieści się przy Placu Wolności. Prowadzą ją księża diecezjalni.